# Reußen (Saksen-Anhalt)
Reußen is een plaats en voormalige gemeente in de Duitse deelstaat Saksen-Anhalt, en maakt deel uit van de Landkreis Saalekreis.
Reußen telt 616 inwoners.